# Trithemis congolica
Trithemis congolica är en trollsländeart som beskrevs av Elliot C.G. Pinhey 1970. Trithemis congolica ingår i släktet Trithemis och familjen segeltrollsländor. IUCN kategoriserar arten globalt som livskraftig. Inga underarter finns listade i Catalogue of Life.